# 권지람
권지람(權知覽, 1994년 8월 5일 ~ )은 대한민국의 골프 선수이다.

## 학력
- 2001 ~ 2007 충주중앙탑초등학교
- 2007 ~ 2010 신명중학교
- 2010 ~ 2013 충원고등학교
- 2013 ~ 건국대학교 골프지도 (재학)

## 수상
- 2010 제12회 제주특별도지사배 주니어 골프선수권대회 우승
- 2012년 6월 12일 KLPGA 강산드림투어 5차전 우승 - 만 17세 312일